# Štefka Dragutinović
Štefka Dragutinović, hrvaška gledališka igralka, * 16. januar 1876, Zagreb, † 17. maj 1949, Zagreb.
Z možem Leonom je najprej nastopala v potujočih igralskih skupinah po Hrvatski; v letih 1901−1910 pa je bila skupj z možem angažirana v Ljubljani, nato do 1914 v Trstu. Po vojni jo je Hinko Nučič povabil v Maribor, tu je nastopala tri leta, nato je igrala v Splitu in Zagrebu, od 1929-1935 pa ponovno v Mariboru. Nastopala je v karakternih in zabavnih v Mariboru pa tudi v številnih epizodnih vlogah in operetah. Trstu je doživela poseben uspeh v Vojnovičevi drami Smrt majke Jugovićev.